# Peenetallandschaft
Peenetallandschaft este o arie protejată (arie de protecție specială avifaunistică — SPA) din Germania întinsă pe o suprafață de 18.974 ha, integral pe uscat.

## Localizare
Centrul sitului Peenetallandschaft este situat la coordonatele 53°53′45″N 13°30′01″E / 53.8958°N 13.5003°E.

## Înființare
Situl Peenetallandschaft a fost declarat arie de protecție specială avifaunistică în aprilie 2008 pentru a proteja 75 de specii de animale.

## Biodiversitate
Situată în ecoregiunea continentală, aria protejată nu include niciun habitat protejat.
La baza desemnării sitului se află mai multe specii protejate de  păsări (75): pescăruș albastru (Alcedo atthis), rață sulițar (Anas acuta), rață lingurar (Anas clypeata), rață mică (Anas crecca crecca), rață fluierătoare (Anas penelope), Anas platyrhynchos platyrhynchos, rață cârâitoare (Anas querquedula), Anas strepera strepera, Anser albifrons albifrons, gâscă cenușie (Anser anser), gâscă de semănătură (Anser fabalis), acvilă țipătoare mică (Aquila pomarina), rață-cu-cap-castaniu (Aythya ferina), rața moțată (Aythya fuligula), buhai de baltă (Botaurus stellaris stellaris), Branta leucopsis, Bucephala clangula, prundaș gulerat mare (Charadrius hiaticula), chirichița cu obraz alb (Chlidonias hybrida), chirighiță neagră (Chlidonias niger), barză albă (Ciconia ciconia ciconia), barză neagră (Ciconia nigra), erete de stuf (Circus aeruginosus), erete vânăt (Circus cyaneus), erete cenușiu (Circus pygargus), prepeliță (Coturnix coturnix), cristeiul de câmp (Crex crex), Cygnus columbianus bewickii, lebădă de iarnă (Cygnus cygnus), lebădă de vară (Cygnus olor), ciocănitoarea de stejar (Dendrocopos medius), ciocănitoare neagră (Dryocopus martius), egretă albă (Egretta alba), presură sură (Emberiza calandra), șoim de iarnă (Falco columbarius), Falco peregrinus peregrinus, vânturel roșu (Falco tinnunculus), muscar (Ficedula parva), Fulica atra atra, becațină comună (Gallinago gallinago), Grus grus grus, codalb (Haliaeetus albicilla), capîntortură (Jynx torquilla), sfrâncioc roșiatic (Lanius collurio), sfrâncioc mare (Lanius excubitor excubitor), pescăruș mic (Larus minutus), pescăruș râzător (Larus ridibundus), Limosa limosa limosa, ciocârlie de pădure (Lullula arborea), Luscinia svecica cyanecula, ferestraș mic (Mergus albellus), Mergus merganser merganser, gaia neagră (Milvus migrans), gaia roșie (Milvus milvus), Numenius arquata arquata, pietrar sur (Oenanthe oenanthe), vultur pescar (Pandion haliaetus), viespar (Pernis apivorus), Phalacrocorax carbo sinensis, notatița cu ciocul subțire (Phalaropus lobatus), bătăuș (Philomachus pugnax), ploier auriu (Pluvialis apricaria), Podiceps cristatus cristatus, Porzana parva parva, cresteț pestriț (Porzana porzana), Porzana pusilla intermedia, lăstun de mal (Riparia riparia), sitar de pădure (Scolopax rusticola), pescăriță mare (Sterna caspia), chiră de baltă (Sterna hirundo), turturică (Streptopelia turtur), silvie porumbacă (Sylvia nisoria), fluierar de mlaștină (Tringa glareola), fluierarul cu picioare roșii (Tringa totanus), nagâț (Vanellus vanellus).